# Poledník (národní přírodní rezervace)
Poledník byla národní přírodní rezervace ev. č. 332 na katastrálních územích Oldřichov v Hájích a Raspenava v okrese Liberec. Chráněné území bylo formálně zrušeno k 16. srpnu 1999, kdy bylo začleněno do nově vzniklé NPR Jizerskohorské bučiny.
Důvodem ochrany byly nejreprezentativnější porosty Jizerských hor, hlavně bučiny.